# Implosiva palatal sonora
La implosiva palatal sonora es un tipo de sonido consonántico, utilizado en algunos idiomas hablados. El símbolo en el Alfabeto Fonético Internacional que representa este sonido es ⟨ʄ⟩, y el símbolo X-SAMPA equivalente es J\_ <. Tipográficamente, el símbolo AFI es una letra j minúscula sin puntos con un trazo horizontal (el símbolo de la oclusiva palatal sonora) y un gancho hacia la derecha (el diacrítico de las implosivas). Una letra de aspecto muy similar, ⟨ƒ⟩ (una ⟨f⟩ con cola), se usa en ewé para /ɸ/.

## Características
Las características de la implosiva palatina sonora son:
- Su forma de articulación es oclusiva, lo que significa que se produce obstruyendo el flujo de aire en el tracto vocal. Como la consonante también es oral, sin salida nasal, el flujo de aire está completamente bloqueado y la consonante es una oclusiva.
- Su lugar de articulación es palatal, lo que significa que está articulado con el medio de la lengua sobre el paladar duro.
- Su fonación es sonora, lo que significa que las cuerdas vocales vibran durante la articulación.
- Es una consonante oral, lo que indica que se permite que el aire escape solo por la boca.
- Es una consonante central, esto es, que es producido al dirigir el flujo de aire al centro de la lengua, en vez de sus extremos.
- El mecanismo de flujo de aire es implosivo (ingreso glotalico), lo que significa que se produce al aspirar aire bombeando la glotis hacia abajo. Dado que se expresa, la glotis no está completamente cerrada, pero permite que una corriente de aire pulmonar escape a través de ella.

## Ocurrencia
| Idioma  | Idioma  | Palabra   | AFI                     | Significado  | Notas                                             |
| ------- | ------- | --------- | ----------------------- | ------------ | ------------------------------------------------- |
| Ega     | Ega     | [ʄè]      | [ʄè]                    | 'jurar'      |                                                   |
| Fula    | Fula    | [ʄetugol] | [ʄetugol]               | 'tomar'      |                                                   |
| Serer   | Serer   | [ʄaaɾ]    | [ʄaaɾ]                  | 'tener tiña' | Contrasta fonológicamente con la implosiva sorda. |
| Suajili | Suajili | jana      | [ʄana]                  | 'ayer'       | En variación libre con /dʒ/.                      |
| Saraiki | Saraiki | الا٨٨     | [ʄɑ̃ɽəɳ]                 | 'saber'      |                                                   |
| Sindi   | Sindi   | ڄِڀَ        | [ʄɪbʱə]ⓘ</img> [ʄɪbʱə]ⓘ | 'lengua'     |                                                   |
| Tunni   | Tunni   | [ʄoːɡ]    | [ʄoːɡ]                  | 'quedarse'   |                                                   |